# Nowa Wieś (Bakałarzewo)
Pour les articles homonymes, voir Nowa Wieś.
Nowa Wieś est un village de Pologne, situé dans la gmina de Bakałarzewo, dans le Powiat de Suwałki, dans la voïvodie de Podlachie.

## Source
- (en) Cet article est partiellement ou en totalité issu de l’article de Wikipédia en anglais intitulé « Nowa Wieś, Gmina Bakałarzewo » (voir la liste des auteurs).